# Spedizione alpinistica tedesca al Nanga Parbat del 1939

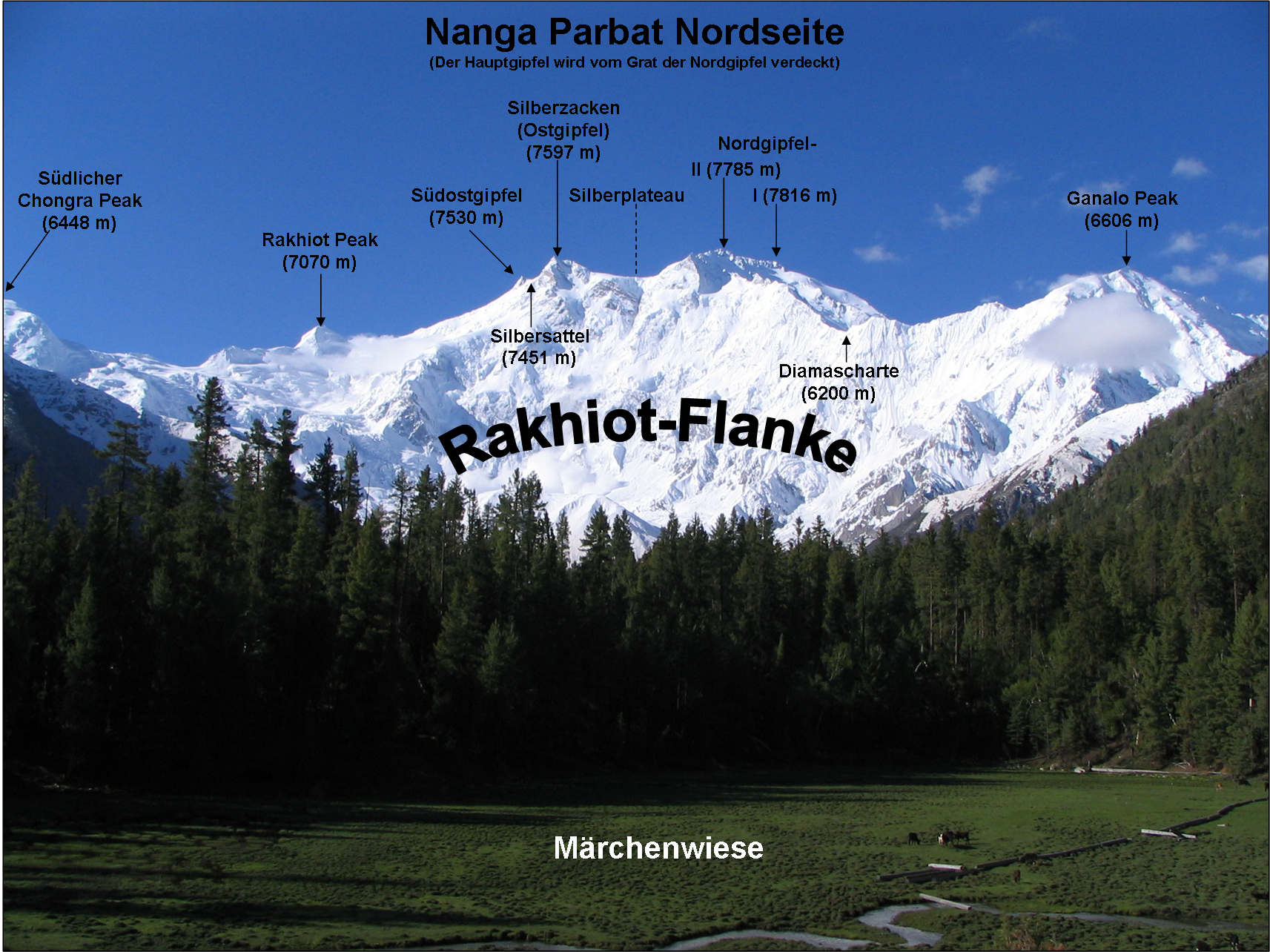
Versante nord del massiccio del Nanga Parbat

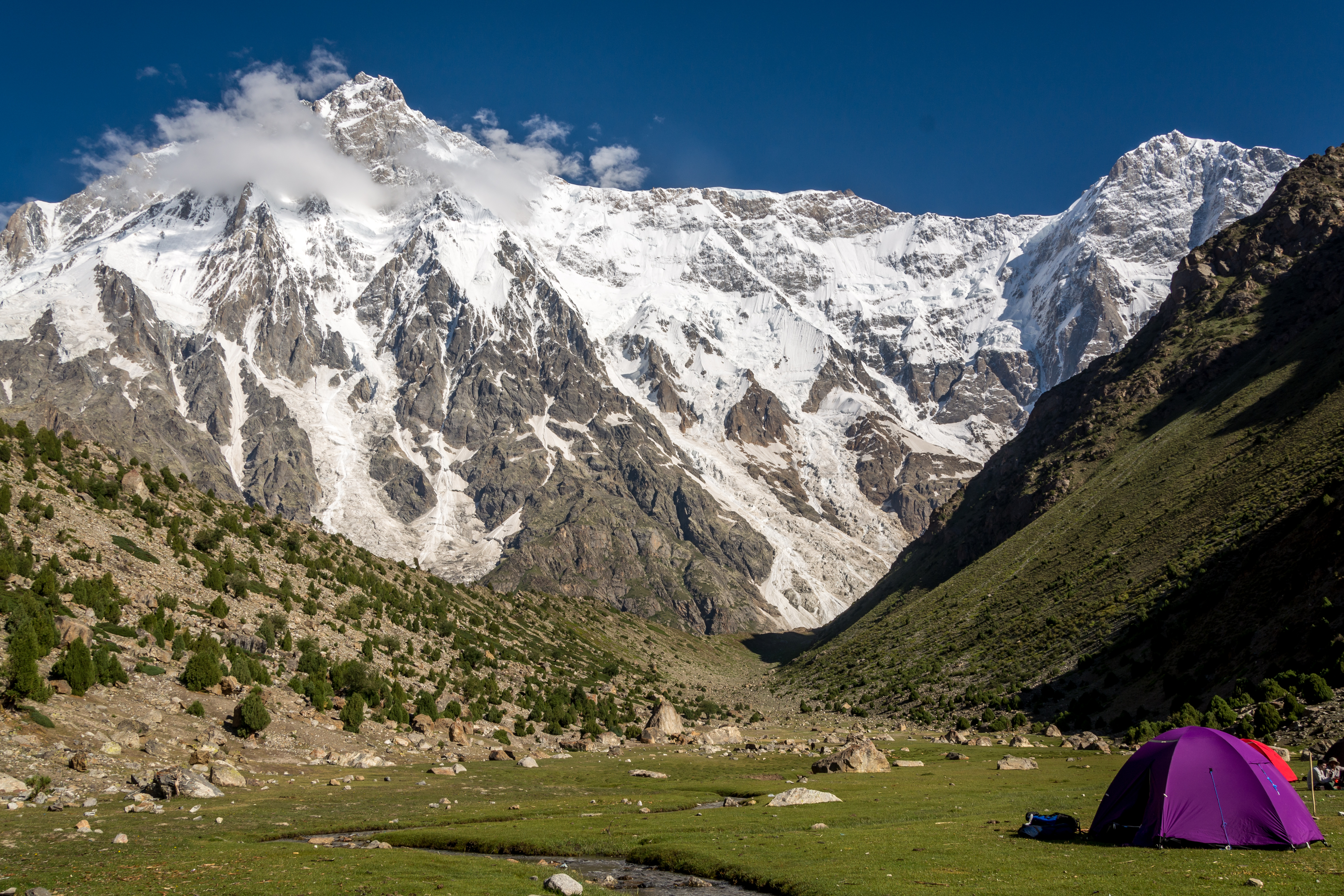
Nanga Parbat il campo base Rupal, Gilgit Baltistan

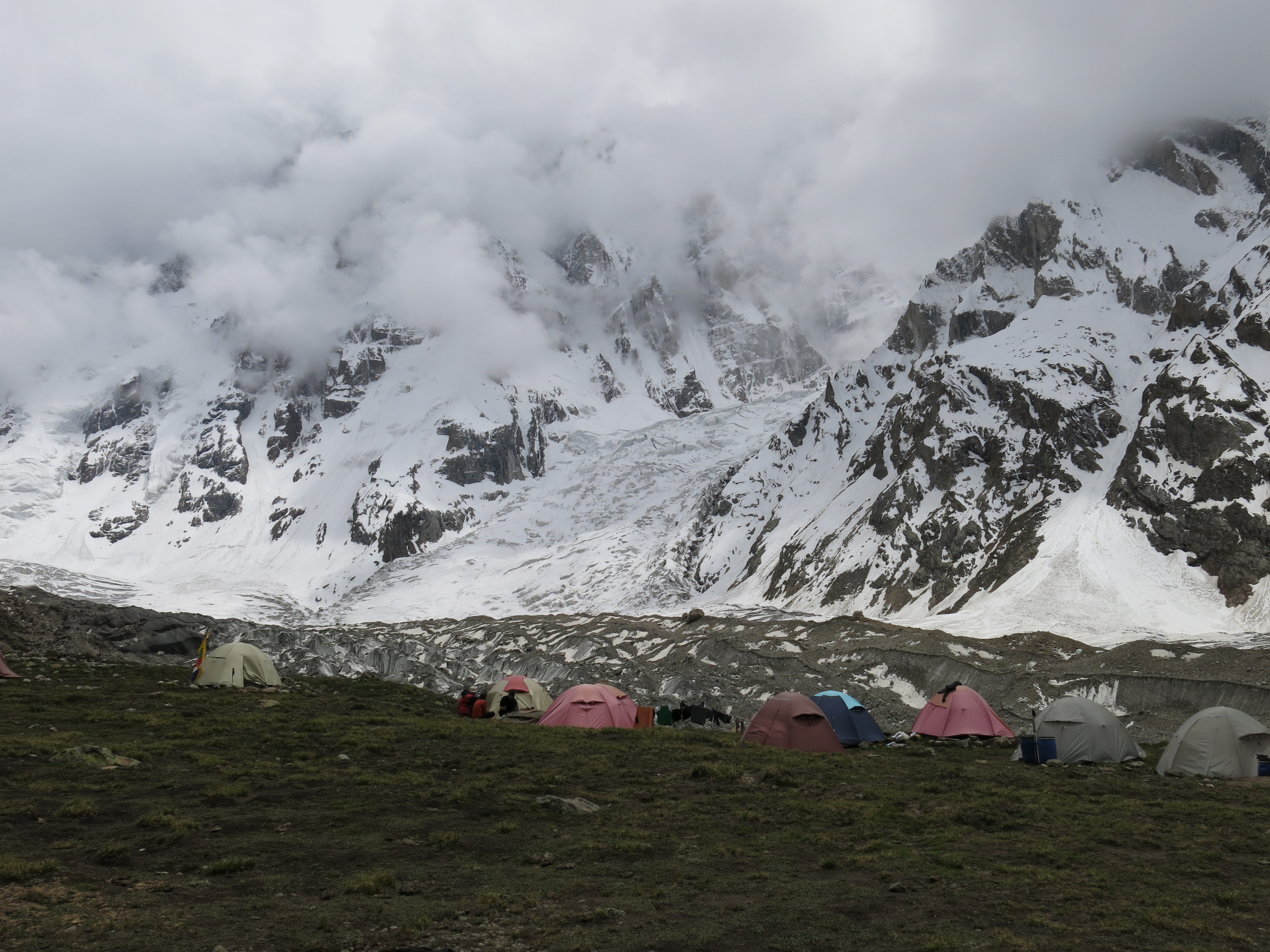
Campo base presso il ghiacciaio Diamir

La  spedizione alpinistica tedesca al Nanga Parbat del  1939   fu la sesta esplorazione di una squadra del Reich tedesco alla "Schicksalsberg", la “Montagna del destino dei tedeschi”, o la "Nostra montagna", il Nanga Parbat (8.125 m), la nona vetta più alta della Terra e fino allora mai conquistata. L'obiettivo era quello di esplorare il territorio, svolgere una ricognizione del fianco nord-occidentale della montagna per trovare una possibile via di salita  e con i dati raccolti pianificare una spedizione al Nanga Parbat nel 1940 che sarebbe stata guidata dal dottor Ulrich Cameron Luft, un veterano delle spedizioni himalayane e sopravvissuto a quella del 1937.

## Presupposti
Il primo tentativo di scalata del Nanga Parbat da parte di una squadra tedesca ebbe luogo nel 1932 nell'ambito della spedizione himalayana tedesco-americana. Tuttavia, a causa delle cattive condizioni meteorologiche, la salita non fu possibile e la spedizione fu interrotta a circa 7.400 m. Due anni dopo, nel 1934, la spedizione tedesca sul Nanga Parbat fece un altro tentativo, che si concluse tragicamente. Durante la spedizione persero la vita i quattro alpinisti Alfred Drexel, Willy Merkl, Uli Wieland e il pioniere dell'alpinismo Willo Welzenbach, nonché sei sherpa. Il Nanga Parbat divenne quindi la “montagna del destino dei tedeschi” che doveva essere conquistata. La spedizione del 1937 si rivelò tragica. Nella notte tra il 14 e il 15 giugno, una gigantesca valanga di ghiaccio e neve si staccò dai seracchi del ghiacciaio Rakhiot, sorprendendo gli scalatori nel sonno. Tutti e sette i membri della spedizione e nove sherpa morirono all'istante. I medici sopravvissuti Luft e Troll, che stavano conducendo ricerche nella valle vicina, scoprirono il disastro il 18 giugno mentre erano intenti nella salita al Campo IV. Anche la spedizione del 1938 non raggiunse il successo e fu sospesa durante la scalata a causa del peggioramento del tempo meteorologico.

## La squadra di spedizione
La spedizione fu organizzata in sole tre settimane e la guida, organizzata dalla  Deutsche Himalaja-Stiftung (Fondazione tedesca per l'Himalaya), fu affidata a Peter Aufschnaiter, un esperto alpinista himalayano che era stato con Paul Bauer al monte Kangchenjunga nel 1929 e nel 1931. Gli altri membri erano Heinrich Harrer, che era stato con la spedizione che aveva effettuato la prima ascensione attraverso la parete nord dell'Eiger nel 1938,  Hans Lobenhofer un dotato alpinista delle Alpi e Ludwig Chicken, uno studente austriaco di medicina che nonostante la giovane età era considerato un eccellente scalatore ed era membro del famoso Club Alpino Accademico di Monaco di Baviera (AAVM). Il loro compito non era quello di raggiungere la vetta, quanto di esplorare la montagna alla ricerca di un possibile passaggio in previsione di una spedizione futura. 

## L'esplorazione
Il Nanga Parbat ha tre pareti: la Rakhiot a nord-est, la Rupal a sud-est e la parete nord occidentale Diamir, scelta dalla spedizione come la strada preferita di salita, più ripida ma circa 10 chilometri (sei miglia)  più corta rispetto alle altre prese in considerazione. Questa era stata aperta per la prima volta nel 1895 dall'alpinista britannico Albert Mummery in un notevole tentativo che si concluse in una tragedia con la sua morte, quella di due alpinisti e dei suoi  portatori scomparsi nella neve. La parete nord scende  fino al ghiacciao Diamir e in questo tratto si trova lo Sperone Mummery. La  parete Rupal corre giù quasi a picco per 4.500 m. verso il fondovalle ed è tanto proibitiva quanto difficoltosa. Il gruppo partì il 6 aprile dalla stazione ferroviaria di Monaco di Baviera, si imbarcò nel porto di Genova  e raggiunto Bombay in India. Lasciò Rawalpindi l'11 maggio con 60 facchini attraverso la valle di Kaghan e il passo di Babusar, e raggiunse la valle dell'Indo vicino a Ghilas il 22 maggio. Entrando nella valle di Bunar a sud dell'Indo e procedendo attraverso la stretta gola della bassa valle di Diamir, raggiunse la morena del ghiacciaio Diamir proprio sotto la parete nord.  Il Campo base fu allestito il 1° giugno, sulla sponda nord del ghiacciaio a  3.657 m. (12.600 piedi),  sotto i pendii rocciosi occidentali della cresta di Ganalo.
La prima settimana  trascorse in ricognizione dal versante sud della cresta del Ganalo, proprio di fronte al fianco del Diamir. Fu presa in considerazione una salita partendo dalla valle del Diamir verso la cima nord e attraversando il ghiacciaio superiore del Diama. Tuttavia, la punta del ghiacciaio, circa 121 m. (400 piedi)  sopra una ripida parete rocciosa, e il fatto che l'avvicinamento alla salita lungo il ghiacciaio inferiore del Diama era esposto alle valanghe che scendevano dai canaloni del Diamir,  resero il percorso molto difficile. Un tentativo di raggiungere la cima nord tramite questa via  fu quindi abbandonato. 
- Il 13 giugno Lobenhoffer e Ludwig Chicken scalarono la parete Diamir e salirono lungo la storica via compiuta dall'esploratore  Albert Mummery nel 1895  fino alla cima della seconda costola, dove trovarono un pezzo di legno da ardere lungo circa 10 pollici,  l'unica traccia di lui e dei suoi sherpa mai trovata, ma nonostante le  grandi difficoltà e i pericoli costanti, riuscirono a raggiungere quota 6.009 m. Qui trovarono la parete rocciosa tecnicamente difficile e altamente pericolosa, con pareti verticali e instabili spazzate dalle valanghe impossibile da scalare e che subito i due abbandonarono retrocedendo al Campo di partenza[6].
- Alla spedizione  rimase un'altra possibilità e il 15 giugno Aufschnaiter e Harrer stabilirono il Campo III a 5.486 m. (18.000 piedi)  sulla sponda destra del ghiacciaio inferiore di Diama, sopra la cascata di ghiaccio e di fronte alla salita verso la costola centrale[5]. Proseguirono l'ascesa  fino a 6.096 m. (20.000 piedi) prima che Lobenhoffer si ammalasse gravemente e, con una temperatura di 40 °C, venisse evacuato al Campo base. Harrer e Aufschnaiter fecero alcune escursioni e prima di abbandonare il Campo scalarono la cima del Diamirai di  5.560 m. di altezza (18.270 piedi)[6].
- Ai primi di luglio Harrer e Lobenhoffer riuscirono a stabilire il Campo 4 a 6.400 m. (21.000 piedi) ma non riuscirono ad andare oltre. I loro nuovi ramponi a 12 punte, con due che sporgevano nella parte anteriore, si erano rivelati preziosi ma la coppia paragonò comunque il percorso alle "peggiori parti dell'Eiger o del fianco della Brenva del Monte Bianco"[6], mentre le pietre fischiavano indiscriminatamente sopra le loro teste[6].
- Il piano originale era di procedere dopo la ricognizione del fianco del Diamir verso Gilgit ed esplorare Rakaposhi per salite praticabili. Tuttavia, l'8 luglio il capo spedizione ricevette informazioni  che il permesso di avvicinarci a Rakaposhi non poteva essere concesso dalle autorità inglesi e Aufschnaiter decise di partire per un'altra esplorazione del fianco del Diamir[6].
- Tornati al Campo base il 13 luglio, il gruppo trasse la conclusione sui risultati della spedizione stabilendo che, sebbene la vecchia salita attraverso il versante Rakhiot sembrasse tecnicamente più facile di qualsiasi altra via attraverso il fianco del Diamir, quest'ultima presentava molte caratteristiche favorevoli e sarebbe spettato al capo della spedizione del 1940, Ulrich Cameron Luft, soppesare i vantaggi e gli svantaggi di entrambe le alternative e decidere quale via intraprendere per il successivo tentativo sulla vetta decidendo così di porre termine alla spedizione[1][6].

## L'internamento del gruppo
Il 22 agosto la spedizione si radunò a Srinigar per partire il 24 per Karachi nella speranza che un cargo li riportasse a casa. Tuttavia, essendo la nave in ritardo, la spedizione cercò di raggiungere la Persia, ma diverse centinaia di chilometri a nord-ovest di Karachima furono posti sotto la protezione dei soldati britannici e quindi arrestati. Appena due giorni dopo lo scoppio della Seconda Guerra Mondiale, il 3 settembre, Aufschnaiter e i suoi compagni furono trasferiti in un campo di detenzione ad Ahmednagar, in India. Durante il periodo di prigionia, presero in considerazione l'idea di fuggire verso Goa, ma quando furono trasferiti a Dehradun, l'obiettivo della fuga divenne il Tibet, nel tentativo di raggiungere il fronte giapponese in Birmania o in Cina.
Dopo vari tentativi falliti di fuga, il gruppo pianificò un piano di evasione che funzionò. Infatti, il 29 aprile 1944  Rolf Magener e Heins von Have si travestirono da ufficiali britannici, mentre Aufschnaiter, Harrer, Bruno Treipel, Hans Kopp e Sattler da lavoratori indiani e lasciarono il campo. Magener e von Have presero il treno per Calcutta e da lì raggiunsero l'esercito giapponese in Birmania. Gli altri si diressero verso il confine più vicino. Dopo che Sattler si arrese, i quattro rimanenti entrarono in Tibet il 17 maggio 1944 e da allora si divisero in due gruppi. Aufschnaiter e Harrer, aiutati dalla conoscenza della lingua tibetana, proseguirono verso la capitale Lhasa, che raggiunsero il 15 gennaio 1946. Aufschnaiter decise di fermarsi in Tibet dove, come impiegato del governo, contribuì a progettare una centrale idroelettrica e un sistema fognario per la città, oltre ad avviare la riforestazione dell'area. Assieme ad Harrer, egli tracciò la prima mappa esatta della capitale, si impegnò in scavi archeologici i cui ritrovamenti furono comunicati per lettera allo storico ed esploratore Giuseppe Tucci.

## Conseguenze: "Sette anni in Tibet"
Nel 1944 Heinrich Harrer e Peter Aufschnaiter riuscirono a fuggire dal campo di prigionia, e raggiunsero il Tibet, ai tempi una nazione indipendente e chiusa agli stranieri. Nei venti mesi successivi i due fuggiaschi attraversarono tutto il Tibet arrangiandosi come poterono, e il 15 gennaio del 1946 raggiunsero la capitale Lhasa; nonostante questa fosse considerata una città proibita per gli stranieri, gli abitanti mostrarono loro una buona accoglienza, e i due riuscirono nel volgere di un certo tempo a essere accettati. Per evitare ulteriori internamenti in campo di prigionia, Harrer rifiutò sempre di consegnarsi ai britannici per essere rimpatriato, e mantenne sempre relazioni piuttosto fredde con la delegazione britannica a Lhasa.
Nel 1948 fu assunto dal governo tibetano, con il compito di fotografo e traduttore di notizie dall'estero. Venne incaricato di filmare una gara di pattinaggio da mostrare all'allora adolescente Dalai Lama, che non poteva allontanarsi dal palazzo: fu in quell'occasione che conobbe per la prima volta il Dalai Lama. Successivamente Harrer divenne il tutore del Dalai Lama, al quale insegnò l'inglese, la geografia e alcuni rudimenti di scienza: Harrer rimase molto colpito dalla capacità di apprendimento del Dalai Lama.
L'invasione cinese del 1950 pose fine alla permanenza di Harrer in Tibet. Harrer lasciò il paese nel marzo del 1951; rientrato in patria, pubblicò le sue memorie su questo periodo in un libro, "Sette anni nel Tibet", uscito nel 1953, ed al quale è ispirato il film di Jean-Jacques Annaud del 1997 "Sette anni in Tibet".